# Обунга

Изображение Обунги

Обу́нга (англ. Obunga) — интернет-мем, представляющий собой отфотошопленное «проклятое» изображение бывшего президента США Барака Обамы.

## История
Хотя точное происхождение отфотошопленного изображения неизвестно, существует версия, что мем был сделан, чтобы напоминать персонажей из манги Terra Formars, и 24 июля 2013 года впервые появился на доске 4chan /tv/ (телевидение). Жуткое и сильно искажённое изображение одного из самых знаменитых людей мира вызвало сильный отклик у некоторых людей и стало популярным в Интернете.
29 марта 2016 года изображение было отправлено на борд /v/ (видеоигры) на 4chan с именем файла Juhrack Johbama.jpg. 14 февраля 2018 года на YouTube было загружено видео под названием Obunga.mov, в котором отфотошопленное изображение сопровождалось звуковым эффектом «нового раунда» в Call of Duty: World at War. 11 июня на YouTube было загружено видео с изображением Обунги, сопровождавшееся музыкой из Five Nights at Freddy’s.
В июне 2018 года популярность мема резко возросла, поскольку несколько аккаунтов в Instagram разместили мемы с Обунгой, в том числе видео с криками. 27 июня 2018 года известный ютубер Пьюдипай выпустил видео о меме Обунга под названием «OBUNGA 💖ELAS 🆃🅷🅸🅲🅲💖 GIRL». За 24 часа видео набрало более 2,7 млн просмотров и 35 200 комментариев. Благодаря Пьюдипаю мем стал широко распространённым.
Летом 2022 года Обунга восстановил популярность в Интернете как лицо бота, используемого в модификации NextBot Chase игры Garry’s Mod. Там Обунга преследует игроков. Сама модификация была представлена в Steam Workshop ещё 2 июля 2018 года. NextBot Chase появился в нескольких вирусных видеороликах на TikTok и YouTube.
Обунга также появился в шутере от третьего лица Tower Battles: Battlefront.
Гарри Флетчер из Indy100 назвал Обунгу «одним из самых проклятых изображений в Интернете».